# 2-Nitro-klórbenzol
A 2-nitro-klórbenzol (ClC6H4NO2) szerves vegyület, a három izomer nitro-klórbenzol egyike.  Sárga kristályos anyag, két funkciós csoportja miatt fontos kiindulási anyag más vegyületek szintéziséhez.

## Előállítása
Jellemzően klórbenzol kénsav jelenlétében végzett nitrálásával állítják elő:
C6H5Cl + HNO3 → O2NC6H4Cl + H2O
A reakcióban az izomerek keveréke keletkezik. 30/56/14 savarány mellett a termék jellemzően 34-36% 2-nitro-klórbenzolt és 63-65% 4-nitro-klórbenzolt tartalmaz, a 3-nitro-klórbenzol részaránya csak kb. 1%.

## Reakciói
A klórt tartalmazó szénatomon alkilezés és aromás elektrofil szubsztitúció hajtható végre, a nitrocsoport számos különböző reakcióban részt vehet. Fe/HCl-as redukciójával (Bechamp-redukció) 2-klóranilin állítható elő. Nátrium-metoxiddal reagáltatva 2-nitroanizol keletkezik.

## Felhasználása
Saját felhasználása nincs, de más fontos vegyületek előállításának prekurzora. Különösen előnyös tulajdonsága, hogy két reakcióképes centruma révén további orto-származékok állíthatók elő. Származéka, a 2-klóranilin a 3,3′-diklórbenzidin előállításához használatos, mely maga is számos színezék és peszticid prekurzora.

## Fordítás
Ez a szócikk részben vagy egészben  a(z)   2-Nitrochlorobenzene című angol Wikipédia-szócikk ezen változatának fordításán alapul.  Az eredeti cikk szerkesztőit annak laptörténete sorolja fel. Ez a jelzés csupán a megfogalmazás eredetét és a szerzői jogokat jelzi, nem szolgál a cikkben szereplő információk forrásmegjelöléseként.